# 洛林的克莉絲汀
洛林的克莉絲汀（法語：Christine de Lorraine，1565年8月16日—1637年12月19日），托斯卡納大公夫人，洛林公爵查理三世的女兒。

## 家庭
1589年，克莉絲汀與托斯卡納大公費迪南多一世結婚，兩人共有2子3女：
1. 科西莫（1590年—1621年）
2. 卡特琳娜（英语：Catherine de' Medici, Governor of Siena）（1593年—1629年）
3. 卡洛（英语：Carlo de' Medici (cardinal)）（1595年—1666年）
4. 瑪麗亞·瑪達列娜（英语：Maria Maddalena de' Medici）（1600年—1633年）
5. 克勞迪亞（1604年—1648年）